# Baldassare Delugan
Baldassare Delugan (16. července 1862 Panchià – 23. října 1934 Trento) byl rakouský římskokatolický duchovní a politik italské národnosti z Tyrolska (respektive z Jižního Tyrolska), na počátku 20. století poslanec Říšské rady.

## Biografie
Působil jako kanovník v Trentu. Byl farářem ve Vigo di Fassa. Patřil mezi první aktivisty katolického politického hnutí mezi tyrolskými italy. V roce 1908 byl zvolen za poslance Tyrolského zemského sněmu.
Působil i jako poslanec Říšské rady (celostátního parlamentu Předlitavska), kam usedl ve volbách roku 1901 za kurii všeobecnou v Tyrolsku, obvod Trento, Borgo, Primiero atd. Mandát obhájil i ve volbách roku 1907, konaných poprvé již podle všeobecného a rovného volebního práva. Uspěl za obvod Tyrolsko 24. Zvolen zde byl i ve volbách roku 1911.
Ve volbách do Říšské rady roku 1901 se uvádí jako italský národní klerikál. V květnu 1906 se uvádí jako jeden z 18 členů poslaneckého klubu Italské sjednocení (Italienische Vereinigung) na Říšské radě. Po volbách roku 1907 zasedl v klubu Italská lidová strana. Stejně tak po volbách roku 1911.